# Fortificações de Heraclião
‎As ‎‎fortificações de Heraclião (Heraklion‎)‎ são uma série de ‎‎muros defensivos‎‎ e ‎‎outras fortificações‎‎ que cercam a cidade de Heraclião‎‎ (antiga Cândia) em ‎‎Creta,‎‎ ‎‎Grécia.‎‎ Os primeiros muros da cidade foram construídos na Idade Média, mas foram completamente reconstruídos pela ‎‎República de Veneza.‎
As fortificações de Heraclião tornaram-na uma das cidades mais fortificadas do ‎‎Mediterrâneo.‎ As muralhas permanecem em grande parte intactas até hoje, e são consideradas uma das fortificações venezianas mais bem conservadas da Europa.

## História

### Muralhas venezianas
Ao longo dos anos, as fortificações foram reforçadas com a construção de vários ‎‎trabalhos, ‎‎enquanto a ‎‎Rocca al Mare‎‎ (agora conhecida como ‎‎Fortaleza de Koules‎‎) foi construída para proteger a entrada do porto.

### Domínio otomano e história recente
‎A ‎‎Quinta Guerra Otomana-Veneziana‎‎ eclodiu quando a ‎‎Marinha Otomana‎‎ chegou a Creta em 23 de junho de 1645. Em agosto, ‎‎Caneia‎‎ caiu para os otomanos, enquanto  ‎‎a fortaleza de Retimno‎‎ caiu em 1646. Contudo, a guarnição veneziana em Candia conseguiu resistir por 21 anos, e o ‎‎Cerco de Candia‎‎ continua sendo o segundo cerco mais longo da história. A cidade se rendeu em 1669, e os venezianos e a maioria da população foram autorizados a sair pacificamente, poupando a cidade de ser saqueada.‎
Depois da guerra, algumas das obras externas foram demolidas para dar lugar a edifícios modernos e também foram feitas sugestões para demolir todas as muralhas da cidade.
Hoje, somente a Fortaleza de Cules permanece da circunvalação voltada para o mar. A frente do terreno está intacta, mas as obras externas e o Forte de São Demétrio foram destruídos. Dois dos quatro portões principais permanecem intactos.